# Vladan Kovačević
Vladan Kovačević (ur. 11 kwietnia 1998 w Banja Luce) – bośniacki piłkarz, występujący na pozycji bramkarza, od 2025 w  w Norwich City.

## Kariera klubowa
Kovačević zaczął grać w piłkę nożną w klubie Željezničar Banja Luka, następnie w 2014 roku dołączył do akademii młodzieżowej FK Sarajevo. W lutym 2018 roku został na pół roku wypożyczony do Slobody Mrkonjić Grad. Zadebiutował 17 marca 2018 roku w meczu przeciwko Kozara Gradiška. W sierpniu 2018 roku Kovačević podpisał nowy pięcioletni kontrakt z FK Sarajevo. Zadebiutował 5 sierpnia w spotkaniu na wyjeździe z drużyną FK Sloboda Tuzla. 15 maja 2019 roku, pokonując w finale Pucharu Bośni NK Široki Brijeg, zdobył swoje pierwsze trofeum z zespołem z Sarajewa. W lipcu 2019 roku przedłużył kontrakt z klubem do czerwca 2024 roku. 
W czerwcu 2021 roku przeniósł się do Rakowa Częstochowa. Z Rakowem zdobył Superpuchar Polski w 2021 roku, Puchar Polski i wicemistrzostwo Polski w 2022 roku. 23 maja 2022 podczas organizowanej przez Ekstraklasę Gali, piłkarz został nagrodzony statuetką w kategorii bramkarz sezonu 2021/22. W 2023 zdobył mistrzostwo Polski. Po zakończeniu sezonu 2022/2023 drugi raz z rzędu otrzymał tytuł bramkarza sezonu Ekstraklasy. W czerwcu 2024 przeniósł się do Sportingu Lizbona za 6 milionów euro. Zawodnik podpisał pięcioletni kontrakt z klauzulą wykupu wynoszącą 60 milionów euro. Po rozegraniu zaledwie sześciu spotkań w barwach portugalskiego klubu, w lutym 2025 roku wrócił do Polski, zostając wypożyczonym do Legii Warszawa do końca sezonu.
26 czerwca 2025 został zawodnikiem angielskiego Norwich City.

## Statystyki
(aktualne na dzień 18 marca 2023)
| Klub                            | Sezon              | Liga               | Liga  | Liga   | Puchar kraju | Puchar kraju | Europa | Europa | Suma  | Suma   |
| Klub                            | Sezon              | Liga               | Mecze | Bramki | Mecze        | Bramki       | Mecze  | Bramki | Mecze | Bramki |
| ------------------------------- | ------------------ | ------------------ | ----- | ------ | ------------ | ------------ | ------ | ------ | ----- | ------ |
| FK Sloboda Mrkonjić Grad (wyp.) | 2017/2018          | Prva liga          | 9     | 0      | –            | –            | –      | –      | 9     | 0      |
| FK Sloboda Mrkonjić Grad (wyp.) | Ogólnie            | Ogólnie            | 9     | 0      | 0            | 0            | 0      | 0      | 9     | 0      |
| FK Sarajevo                     | 2018/2019          | Premijer liga      | 30    | 0      | 6            | 0            | 0      | 0      | 36    | 0      |
| FK Sarajevo                     | 2019/2020          | Premijer liga      | 20    | 0      | 1            | 0            | 4      | 0      | 25    | 0      |
| FK Sarajevo                     | 2020/2021          | Premijer liga      | 29    | 0      | 4            | 0            | 4      | 0      | 37    | 0      |
| FK Sarajevo                     | Ogólnie            | Ogólnie            | 79    | 0      | 11           | 0            | 8      | 0      | 98    | 0      |
| Raków Częstochowa               | 2021/2022          | Ekstraklasa        | 27    | 0      | 1            | 0            | 6      | 0      | 34    | 0      |
| Raków Częstochowa               | 2022/2023          | Ekstraklasa        | 22    | 0      | 1            | 0            | 3      | 0      | 26    | 0      |
| Raków Częstochowa               | Ogólnie            | Ogólnie            | 49    | 0      | 2            | 0            | 9      | 0      | 60    | 0      |
| Ogólnie w karierze              | Ogólnie w karierze | Ogólnie w karierze | 137   | 0      | 13           | 0            | 17     | 0      | 167   | 0      |

## Sukcesy
Klubowe z FK Sarajevo
- Mistrzostwo Bośni i Hercegowiny: 2018/2019, 2019/2020
- Wicemistrzostwo Bośni i Hercegowiny: 2020/2021
- Puchar Bośni i Hercegowiny: 2018/2019, 2020/2021

Klubowe z Rakowem Częstochowa
- Mistrzostwo Polski: 2022/2023[17]
- Wicemistrzostwo Polski: 2021/2022
- Superpuchar Polski: 2021, 2022
- Puchar Polski: 2022

Klubowe z Legią Warszawa
- Puchar Polskiː 2024/2025 [18]

Indywidualne
- Bramkarz sezonu podczas Gali Ekstraklasy: 2021/2022[19], 2022/2023[20][21]